# Zourovský vrch
Zourovský vrch (405 m n. m.) je vrch v okrese Česká Lípa Libereckého kraje. Leží asi 2,5 km západně od obce Hlavice, na katastrálním území Jabloneček, v bývalém vojenském prostoru Ralsko.

## Popis
Je to táhlý vrch, hřbetovitě protažený ve směru ZSZ–VJV. Zvedá se nad údolím říčky Zábrdky, na okraji strukturně denudační plošiny, na vápnito-jílovitý pískovcích středního až svrchního turonu a spraších.
Vrch je nezalesněný, s loukami a poli. Na vrcholu je přístupný posed, poblíž stojí obrázek sv. Jana Křtitele. Z vrchu (z posedu) je kruhový výhled, nejlépe je viditelný sever, konkrétně podještědská část Ralské pahorkatiny a Ještědský hřbet.
Jen 720 m sz. leží vrch Hřebínek. V okolí stávalo několik, později zaniklých sudetských sídel, které musely ustoupit bývalému vojenskému prostoru: na severním svahu obec Křída, jižně obec Olšina, na vjv. konci hřbetu osada Kostřice a východně v údolí Zábrdky samota Zourov, podle které je vrch právě pojmenován. V západním sousedství vrchu začíná oplocená obora Židlov.

## Geomorfologické zařazení
Geomorfologicky vrch náleží do celku Ralská pahorkatina, podcelku Zákupská pahorkatina, okrsku Kotelská vrchovina, podokrsku Zábrdská vrchovina a Cetenovské části.

## Přístup
Automobilem je možné se nejblíže dopravit do vyústění údolí Čertova potoka k vodojemu, dále do kopce je zákaz vjezdu motorových vozidel. Před vjezdem do blízké obory, kam je povolen vjezd pouze cyklistům, je odbočka doleva na vrchol Zourovského vrchu.